# Billy Vunipola
Viliami M.L. Vunipola, detto Billy (Sydney, 3 novembre 1992), è un rugbista a 15 australiano internazionale per l'Inghilterra, che milita nel ruolo di terza linea centro nel Saracens.

## Biografia
Nato a Sydney in Australia, Billy Vunipola è figlio dell'ex capitano delle Tonga Fe'ao Vunipola. Trasferitosi con la sua famiglia in Inghilterra da bambino, crebbe a Thornbury, nel Gloucestershire, iniziando a giocare a rugby con la squadra locale. È fratello di Mako Vunipola, anch'egli giocatore di rugby nel ruolo di pilone.

## Carriera
Dopo essere entrato a far parte dell'accademia dei London Wasps, nel 2011 Billy Vunipola giocò la sua prima partita con i Wasps in Premiership. Due anni dopo firmò un nuovo contratto unendosi ai Saracens, squadra in cui già giocava il fratello Mako. L'8 giugno dello stesso anno fece anche il suo debutto internazionale con l'Inghilterra in occasione del tour in Argentina del 2013, segnando pure una meta nella prima partita giocata contro i padroni di casa dei Pumas.

## Controversie
Il 29 aprile 2024 è stato arrestato per rissa a Maiorca.

## Palmarès
- Sei Nazioni: 1
Inghilterra : 2016
- Premiership: 4
Saracens: 2014-15, 2015-16, 2017-18, 2018-19
- Coppe Anglo-Gallesi: 1
Saracens: 2014-2015
- Champions Cup: 3
Saracens: 2015-16, 2016-17, 2018-19